# Chorągwie kopijnicze

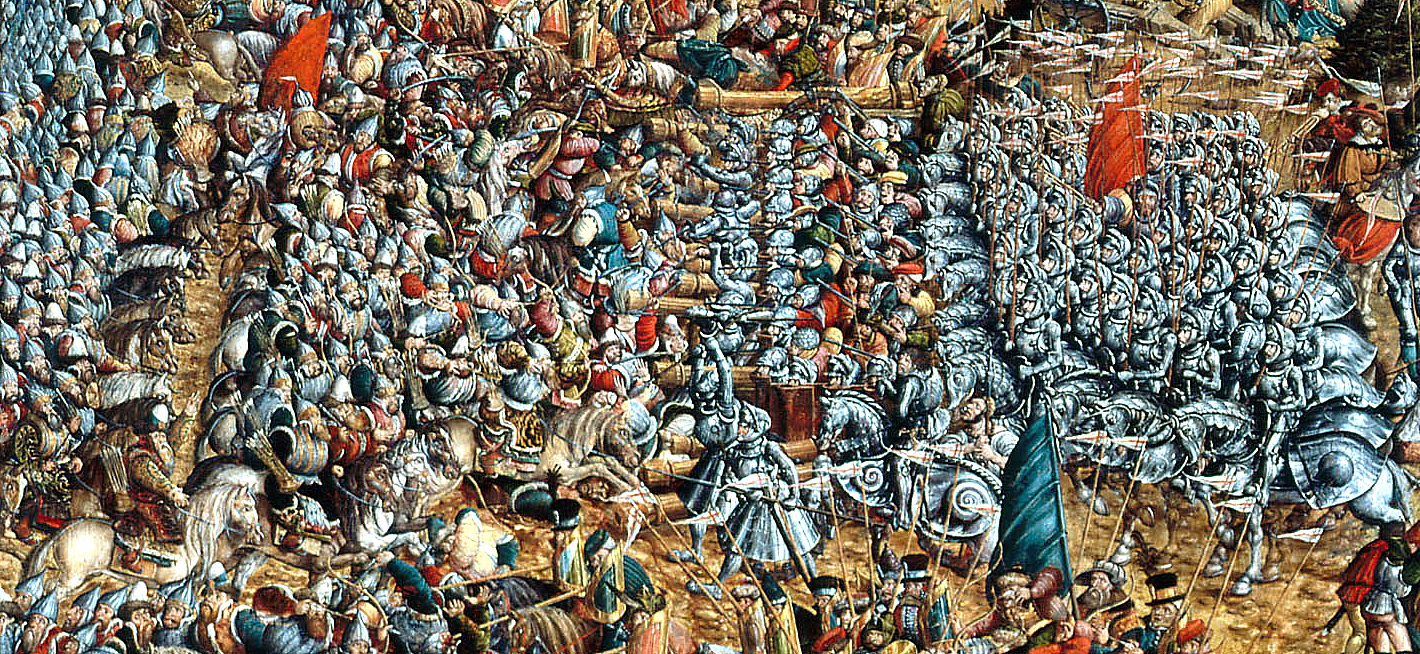
Polskie chorągwie kopijnicze (po prawej) w bitwie pod Orszą w 1514

Chorągwie kopijnicze – w wojsku polskim XV-XVI wieku jeden z dwóch obok chorągwi strzelczych rodzajów jazdy.
Chorągwie kopijnicze składały się z ciężkozbrojnych kopijników, uzbrojonych w zbroje, kopie i miecze oraz z lekkozbrojnych strzelców. Czy chorągiew była kopijnicza, czy też strzelcza decydował stosunek tych dwóch rodzajów jazdy. W chorągwi kopijniczej na jednego kopijnika przypadało dwóch strzelców.